# Prix Sidney Bechet
Der Prix Sidney Bechet ist ein Jazzpreis, der zwischen 1969 und 2002 jährlich von der Académie du Jazz an einen französischen Musiker in einem der traditionellen Jazzstile (musicien traditionnel bzw. musicien Français de l’année jouant dans le style traditionnel) verliehen wurde. Namensgeber des Preises war der zehn Jahre zuvor verstorbene Jazzmusiker Sidney Bechet. Seit 1972 wurde in einigen Jahren zusätzlich zum Hauptpreis auch ein Ehrenpreis vergeben.

## Preisträger
| - 1969: Claude Bolling (für das Album Original Piano Blues) - 1970: Sharkey - 1971: Irakli de Davrichewy - 1972: Alain Marquet, außerdem der Ehrenpreis an Eddy Bernard - 1973: Christian Morin - 1974: André Villéger - 1975: Michel Queraud - 1976: High Society Jazz Band unter Leitung von Pierre Atlan, Pierre Merlin - 1977: Anachronic Jazz Band - 1978: Olivier Franc - 1979: Alain Bouchet, René Franc (Ehrenpreis) - 1980: Raymond Fonsèque - 1981: Daniel Huck, Michel Attenoux (Ehrenpreis) - 1982: Martine Morel - 1983: Nicolas Montier, Marc Laferrière (Ehrenpreis) - 1984: François Biensan, The Hot Antic Jazz Band (Ehrenpreis) - 1985: François Rilhac, Gilbert Leroux (Ehrenpreis) | - 1986: Claude Tissendier - 1987: Stan Laferrière - 1988: Patrick Bacqueville - 1989: Emmanuel Hussenot und sein Ensemble Orphéon Celesta - 1990: Gilles Chevaucherie - 1991: Kiki Desplat, Christian Azzi (Ehrenpreis) - 1992: Louis Mazetier, Stéphane Guerault (Ehrenpreis) - 1993: Daniel Barda - 1994: François Laudet - 1995: Michel Bonnet - 1996: Philippe Milanta - 1997: Romane - 1998: Michel Denis - 1999: Michel Pastre - 2000: Jean-François Bonnel - 2001: Michel Senamaud - 2002: Patrick Saussois |